# UFC 205
UFC 205: Alvarez vs. McGregor è stato un evento di arti marziali miste tenuto dalla Ultimate Fighting Championship svolto il 12 novembre 2016 al Madison Square Garden di New York, Stati Uniti.

## Retroscena
Questo è stato il primo evento UFC organizzato a New York. Inoltre è stato il primo evento nello Stato di New York, dopo un lunghissimo divieto imposto dalle leggi newyorkesi sulla pratica delle MMA.
La UFC ha lavorato instancabilmente per superare la legge che vietava la pratica delle arti marziali miste nello Stato di New York; inizialmente il primo evento che doveva tenersi in questo Stato, doveva essere UFC 197, ma a causa di un'ingiunzione preliminare mossa da un giudice federale, l'evento venne spostato in un'altra località.

### Card principale: tre incontri titolati, incluso un match champion vs. champion

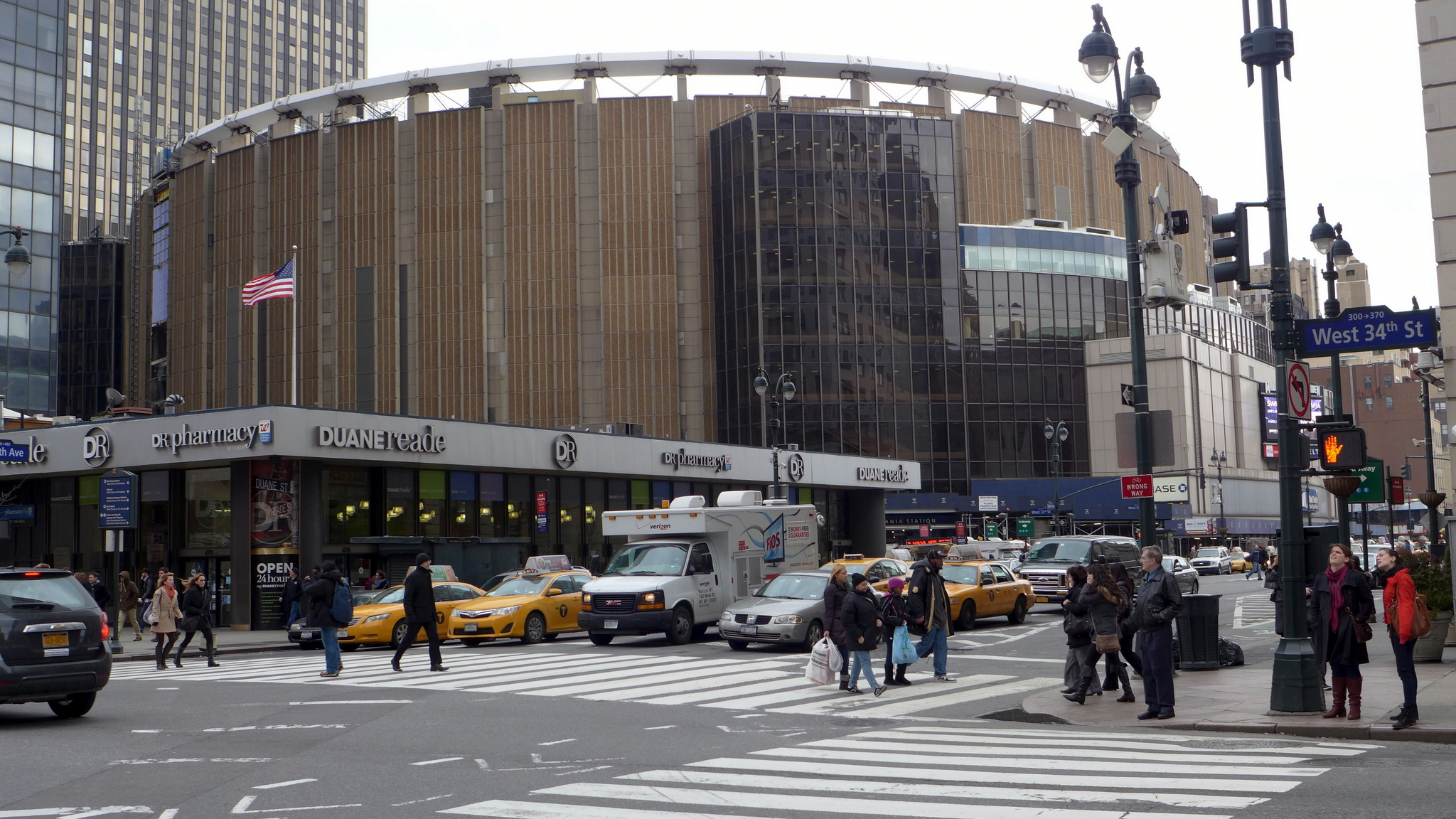
Il Madison Square Garden ospiterà il debutto della promozione UFC nella città di New York.

Nel main event della card si affrontarono per il titolo dei pesi leggeri UFC l'attuale campione di categoria Eddie Alvarez e il campione dei pesi piuma UFC Conor McGregor. Questo è stato il secondo match nella storia della compagnia, dove due campioni di diverse categoria si affrontarono per il titolo. Il primo incontro avvenne il 31 gennaio del 2009, all'evento UFC 94, dove il campione dei pesi welter Georges St-Pierre difese il suo titolo contro il campione dei pesi leggeri B.J. Penn.
Alvarez doveva inizialmente difendere per la prima volta il suo titolo contro l'imbattuto Khabib Nurmagomedov, ma in seguito, il 21 settembre, venne annunciato che il campione non aveva rinnovato in tempo il suo contratto con la UFC, quindi il match venne spostato per UFC 206 di dicembre. Mentre, McGregor avrebbe dovuto affrontare per il titolo dei pesi leggeri l'ex campione Rafael dos Anjos, all'evento UFC 196 di febbraio. Tuttavia, dos Anjos venne rimosso dalla card per la rottura di un piede e l'incontro venne cancellato.
Nel co-main event si affrontarono per il titolo dei pesi welter UFC, il campione Tyron Woodley e Stephen Thompson.
Il terzo match titolato vide scontrarsi per il titolo dei pesi paglia femminili UFC, l'attuale campionessa Joanna Jędrzejczyk e Karolina Kowalkiewicz. Le due atlete si erano già affrontate in passato, in un incontro amatoriale del 2012; ad uscine vincitrice fu la Jedrzejczyk per sottomissione.
L'incontro di pesi welter tra l'ex campione di categoria Robbie Lawler e Donald Cerrone, fu il primo match confermato dalla UFC per l'evento. Tuttavia, pochi giorni dopo l'annuncio, Lawler rivelò di voler prendersi una pausa per prepararsi al meglio dopo la perdita del titolo avvenuta per KO all'evento UFC 201. Al suo posto venne inserito Kelvin Gastelum, che doveva affrontare Jorge Masvidal una settimana prima.

### Card preliminare
L'incontro di pesi welter tra l'ex campione Bellator Lyman Good e Belal Muhammad, doveva tenersi per questo evento. Tuttavia, il 24 ottobre, Good venne rimosso dalla card dopo aver ricevuto una notifica dalla USADA, per una possibile violazione delle leggi anti-doping. Al suo posto venne inserito Vicente Luque.
L'incontro di pesi mediomassimi tra Gian Villante e Marcos Rogerio de Lima, venne cancellato il 21 settembre a causa dell'infortunio da parte di Villante
L'incontro di pesi medi tra Tim Kennedy e l'ex campione dei pesi mediomassimi UFC Rashad Evans doveva svolgersi per questo evento. Tuttavia, l'8 novembre, Evans venne rimosso dall'incontro dopo alcune irregolarità trovate con degli esami medici. Successivamente, Kennedy venne rimosso dalla card a sua volta.
Al Iaquinta doveva affrontare Thiago Alves all'evento UFC 202. Tuttavia, l'incontro venne cancellato e spostato per questo evento. Successivamente, il 19 settembre, Iaquinta annunciò di essere stato rimosso dalla card per un problema contrattuale con la UFC, venendo rimpiazzato da Jim Miller. Durante la verifica del peso, Alves superò di 2,7 kg il limite massimo della sua categoria. Miller, che era rientrato nel peso, dovette reidratarsi per evitare di raggiungere una differenza di peso di 3,2 kg con il suo avversario, pesando alla fine 71,5 kg. In questo modo l'incontro venne spostato nella categoria catchweight con limite massimo di 74 kg. Stessa sorte toccò a Kelvin Gastelum, che non si presentò alla cerimonia del peso, annunciando via twitter di non poter affrontare Donald Cerrone per il mancato raggiungimento del peso prestabilito. Il presidente della UFC Dana White annunciò che Gastelum non potrà più competere nella categoria dei pesi welter, credendo infatti che lo stesso Gastelum avesse superato il limite di peso di 4,5 kg. Successivamente, venne annunciato che Cerrone affronterà Matt Brown un mese più tardi all'evento UFC 206.

## Risultati
|                                                   | Divisione           |                        |                 |                       | Metodo                                       | Round           | Tempo           | Premio          |
| Card Principale                                   | Card Principale     | Card Principale        | Card Principale | Card Principale       | Card Principale                              | Card Principale | Card Principale | Card Principale |
| ------------------------------------------------- | ------------------- | ---------------------- | --------------- | --------------------- | -------------------------------------------- | --------------- | --------------- | --------------- |
| Sfida valida per il titolo di campione indiscusso | Pesi Leggeri        | Conor McGregor         | batte           | Eddie Alvarez (c)     | KO (pugni)                                   | 2               | 3:04            | POTN            |
| Sfida valida per il titolo di campione indiscusso | Pesi Welter         | Tyron Woodley (c)      | contro          | Stephen Thompson      | Pareggio maggioritario (47-47, 47-47, 48-47) | 5               | 5:00            | FOTN            |
| Sfida valida per il titolo di campione indiscusso | Pesi Paglia (F)     | Joanna Jędrzejczyk (c) | batte           | Karolina Kowalkiewicz | Decisione unanime (49-46, 49-46, 49-46)      | 5               | 5:00            |                 |
|                                                   | Pesi Medi           | Yoel Romero            | batte           | Chris Weidman         | KO Tecnico (ginocchiata in salto e pugni)    | 3               | 0:24            | POTN            |
|                                                   | Pesi Gallo (F)      | Raquel Pennington      | batte           | Miesha Tate           | Decisione unanime (29-28, 30-27, 30-27)      | 3               | 5:00            |                 |
| Card Preliminare (Fox Sports 1)                   |                     |                        |                 |                       |                                              |                 |                 |                 |
|                                                   | Pesi Piuma          | Frankie Edgar          | batte           | Jeremy Stephens       | Decisione unanime (30-27, 30-27, 29-28)      | 3               | 5:00            |                 |
|                                                   | Pesi Leggeri        | Khabib Nurmagomedov    | batte           | Michael Johnson       | Sottomissione (kimura)                       | 3               | 2:31            |                 |
|                                                   | Pesi Medi           | Tim Boetsch            | batte           | Rafael Natal          | KO Tecnico (pugni)                           | 1               | 3:22            |                 |
|                                                   | Pesi Welter         | Vicente Luque          | batte           | Belal Muhammad        | KO (pugni)                                   | 1               | 1:19            |                 |
| Card Preliminare (UFC Fight Pass)                 |                     |                        |                 |                       |                                              |                 |                 |                 |
|                                                   | Catchweight (74 kg) | Jim Miller             | batte           | Thiago Alves          | Decisione unanime (30-27, 29-28, 30-27)      | 3               | 5:00            |                 |
|                                                   | Pesi Gallo (F)      | Liz Carmouche          | batte           | Katlyn Chookagian     | Decisione non unanime (28-29, 29-28, 29-28)  | 3               | 5:00            |                 |

## Premi
I lottatori premiati ricevettero un bonus di 50.000 dollari.
Legenda:
- FOTN: Fight of the Night (vengono premiati entrambi gli atleti per il miglior incontro dell'evento)
- POTN: Performance of the Night (viene premiato il vincitore per la migliore performance dell'evento)

## Incontri Annullati
|                                                   | Divisione         |                   |        |                        | Motivo                                     |
| ------------------------------------------------- | ----------------- | ----------------- | ------ | ---------------------- | ------------------------------------------ |
| Sfida valida per il titolo di campione indiscusso | Pesi Leggeri      | Eddie Alvarez (c) | contro | Khabib Nurmagomedov    | Alvarez ebbe problemi contrattuali         |
|                                                   | Pesi Welter       | Robbie Lawler     | contro | Donald Cerrone         | Lawler diede forfait                       |
|                                                   | Pesi Welter       | Lyman Good        | contro | Belal Muhammad         | Good fallì un test anti-doping             |
|                                                   | Pesi Leggeri      | Al Iaquinta       | contro | Thiago Alves           | Iaquinta ebbe problemi contrattuali        |
|                                                   | Pesi Mediomassimi | Gian Villante     | contro | Marcos Rogério de Lima | Villante subì un infortunio                |
|                                                   | Pesi Medi         | Tim Kennedy       | contro | Rashad Evans           | Evans ebbe problemi con un esame medico    |
|                                                   | Pesi Welter       | Kelvin Gastelum   | contro | Donald Cerrone         | Gastelum superò di molto il limite di peso |